# أندرو موراي سكوت
أندرو موراي سكوت (بالإنجليزية: Andrew Murray Scott)‏ هو شاعر بريطاني، ولد في 1955 في أبردين في المملكة المتحدة.

## وصلات خارجية
- الموقع الرسمي